# Comenge Baix
El Comenge Baix, (en occità: Comenge Baish) és un parçan o comarca d'Occitània situada a la Gascunya. La seva vil·la principal és Aurinhac.
Segons la proposta de divisió territorial d'Occitània del diari Jornalet, basada en l'obra de Frederic Zégierman Le Guide des pays de France, el Comenge Baix estaria ubicat a la regió de la Gascunya, subregió del Comenge.
Oficialment, les comunes del Comenge Baix estan adscrites administrativament i situades al centre del departament francès de l'Alta Garona, a la regió administrativa d'Occitània.